# Josef Harnisch
Josef Harnisch (* 16. Januar 1914 in Erlangen; † 2. November 1982 in Trier)
war ein deutscher Politiker (CDU) und von 1964 bis 1976 Oberbürgermeister der Stadt Trier.

## Leben
Nach einer Buchdruckerlehre studierte er Rechtswissenschaften in Düsseldorf, war 1951 bis 1955 Erster Beigeordneter in Heidelberg. Von 1955 bis 1964 war er in Münster Finanz- und Wirtschaftsdezernent und später Stadtdirektor.
Als Nachfolger von Heinrich Raskin wurde er 1964 Oberbürgermeister von Trier und führte dieses Amt bis zu seiner Pensionierung Ende 1976.
In seine Amtszeit fiel die Fertigstellung der Kanalisierung der Mosel, die Wiedereröffnung der Universität, der Bau der Deutschen Richterakademie und der Bau der Konrad-Adenauer-Brücke. Besonders unterstützte er die Rekonstruktion der Steipe am Hauptmarkt, die im Zweiten Weltkrieg zerstört worden war.
Die Stadt Trier erinnert mit der „Josef-Harnisch-Straße“ an ihren Oberbürgermeister.
1965 wurde Harnisch Mitglied der KDStV Ripuaria Freiburg im Breisgau und von 1977 bis 1982 stand er als Präsident der Trierer Karnevalsgesellschaft Heuschreck vor.